# باب کراچیت
باب کراچیت (انگلیسی: Bob Cratchit) یک شخصیت خیالی در رمان سرود کریسمس چارلز دیکنز سال ۱۸۴۳ است. کراچیت، کارمند ابنزر اسکروج (و احتمالاً جیکوب مارلی، زمانی که او زنده بود)، نمادی از شرایط بد کاری، به‌ویژه ساعات کاری طولانی و دستمزد کم است که بسیاری از افراد طبقه کارگر در اوایل دوران ویکتوریا تحمل کردند.